# Yuan Matsuhashi
Yuan Matsuhashi (松橋 優安 Matsuhashi Yuan?), född 27 oktober 2001 i Kanagawa prefektur, är en japansk fotbollsspelare.
Matsuhashi började sin karriär 2020 i Tokyo Verdy.